# میدان روله
) ومناسبات‌های دیگر در زیر شاحهٔ پهناور وسایبان آن برگزار می‌شد. مردم از کنار وگوشهٔ شهر و همچنین از سایر امارات‌های دیگر در روز عید به سوی این درخت کهن‌سال وتاریخی می‌شتابیدند، و روزی بخوشی وشادی در پایهٔ آن درخت بزرگ می‌گذرانیدند. و مانند کودکانی که به أغوش مادر می‌شتابند، به آغوش درخت کهن‌سال می‌شتافتند، و در زیر شاخه‌های پهن ودراز وسایهٔ أفکنده آن آسایش و آرامش می‌یافتند. این درخت در نیمهٔ أول قرن
نوزد هم میلادی توسط حاکم وقت شارجه «الشیخ سلطان (الأول) بن صقر بن راشد القاسمی» (۱۸۰۳–۱۸۶۶) کاشته شده‌است. و در ماه أوت سال ۱۹۷۸ میلادی خوشکیده‌است. گویند در حدود (۱۵۰) سال عمر کرده أست. چنان‌که در وصف این درخت کهن‌سال (شجرة الرولة) حاکم شارجه (۱۹۵۱–۱۹۶۶) الشیخ صقر بن سلطان القاسمی این شعر زیبا سروده أست:
| یا رولة فی ذراها النفس سارحة  |  | منی علیک سلام المدنف الشاکی |
| لازلت فی خاطری والشوق یلعب بی |  | وبین عینی لن ینفک مراک      |

این درخت مشهورترین و کهنسال‌ترین درخت در شارجه و در امارات بوده‌است، وتا امروز همچنین است، وآوازهش از عمانات هم گذشته بوده‌است. بارها و بارها سایبانی بوده برای عابرانی که از این نقطه عبور می‌نموده أند، و برای صرف غذا سفرهٔ خویش را در سایهٔ آن پهن می‌کردند.

## خزان درخت کهن‌سال
در اواخر قرن بیستم، مردم نسبت به این درخت تاریخی وکهن بی‌مهری نمودند، بعد از اینکه در شهر مراکز تجارتی مجلل ایجاد شد، و مکان‌های تفریح مدرن یافتند مردم آن درخت کهن‌سال وتاریخی به یاد فراموشی سپردند. گویا درخت کهن‌سال نیز این بی مهر ی انسان‌ها را احساس می‌نمود، انسان‌هایی که از زمان کودکی، نوجوانی، و حتی پیری در زیر شاخه‌های توانای آن روزی سپری نموده بودند، ودرخت نیز مانند مادری که
بچه‌هایش را به آغوش می‌گیرد، از آن انساهای مرفه حال قرن بیستم، از گزند باد و برق و باران وأشعهٔ آفتاب حمایت وحفاظت نموده بود، امروز، این انسان‌ها (بچه‌های دیروز) به درخت کهن‌سال بی‌مهری می‌ورزند. در عید فطر سال ۱۹۶۳ میلادی یکی از شاعران خطهٔ هرمزگان از مکان دیدن می‌کند وشور شادی مردم و بچه‌ها وخوشحالی آنان در أیام عید فطر، وفرح وسرور در چشم مردم مشاهده می‌کند، این بیت شعر زیبا را می‌سراید:
| درخت «لُور» شارجه کهن پیر       |  | به از کوه وکمر، ودشت و لمبیر |
| به تفریحگاه آن دل شاد، و دلگیر |  | تمام: نوجوان، و بـَرنا، و پیر |

درخت کهن‌سال کم‌کم پژمرده می‌شود، و در صبح گاه ماه اوت ۱۹۷۸ میلادی نقش بر زمین شود. گویا خاک نمناک و مرطوب اطراف درخت کهن، نیز مانند انسان‌های قرن بیستم، بی وفایی کرد و نتوانست آن را سر پا نگه دارد. وسر انجام آن درخت تاریخی وکهن نقش بر زمین می‌شود. اکنون همان کودکانی که دیروز در زیر سایهٔ برگ‌های دراز و پهنه این درخت کهن بازی وشادی می‌کردند، و سالیانی از عمر خویش را سپری کرده‌اند، به دیدار آن مکان (جای درخت لور) که به می‌دانی بزرگ تبدیل شده‌است می‌آیند و خاطرات آن روزها را برای جوانان امروز تعریف می‌کنند و برای آن افسوس می‌خورند.
- شاعر:(خَلَف حَمَد ثانی) یکی از شاعران خوش قریحهٔ اماراتی بعد از اینکه درخت کهن‌سال نقش بر زمین می‌شود، قصیدهٔ غمگینی می‌سراید به عنوان «دَمعَة عَلی الُرولَة» بمعنای:(أشکی در فراق روله) که در مطلع آن چنین آمده‌است:

| دَمعَـة علی الرُولة بدَمع سال اَزمانا      |  | انا ابکیک یا «رولة» فی الأغَصان نَشوانا |
| وابکی رقصَة العُصفور واحباباً وَخِلانا     |  | وابکی فیک اَصحاباً اَهازیجاً وریحانا      |
| مجالس اُنسنـَا وَلـَت وجاء «العید» اَحزانا |  | وصار الورد اَشواکاً تمَد الیّ اَحضانا      |

## به یادگار درخت کهن‌سال
در سال ۱۹۷۹ میلادی توسط شهرداری شارجه بدستور حاکم بلاد شیخ دکتر سلطان بن محمد القاسمی، میدان بزرگی در جای گاه «درخت الُرولَة» ساخته می‌شود، و به یادگار درخت کهن‌سال نام میدان ( میدان الرولة ) گذاشته می‌شود.
تندیس به عربی ( نصب تذکاری ) به شکل درخت تاریخی از مس ساخته می‌شود وقسمت‌هایی از درخت (لور) خشک شده در آن قرار داده می‌شود، و در ستونی به شکل درخت ( الُرولَة ) که از آهن واسمنت ساخته می‌شود قرار داده می‌شود، و در وسط میدان قرار می‌دهند. وسعت (میدان الرولة) ۲۵۶ هزار قدم مربع است، و به شکل مستطیل است، ازسمت شمال به خیابان العروبة، و از سمت جنوب به خیابان الزهراء  منتهی می‌شود. در دوطرف میدان ۳۰ عدد درخت (لور) یا (الرولة) کاشته شده‌است. تمام اطراف میدان
چراغانی است، و در مناسبات وأعیاد وجشنوارها، احتفالاتی در میدان برگزار می‌شود.